# 90s Request Top 100 2008
Dit is de 90s Request Top 100 van 2008. Deze lijst werd uitgezonden op vrijdag 10 oktober 2008.

## Top 100
| Positie | Artiest                       | Titel                                 |
| ------- | ----------------------------- | ------------------------------------- |
| 1       | Nirvana                       | Smells Like Teen Spirit               |
| 2       | Pearl Jam                     | Black                                 |
| 3       | Charly Lownoise & Mental Theo | Wonderful Days                        |
| 4       | Rage Against the Machine      | Killing in the Name                   |
| 5       | U2                            | One                                   |
| 6       | AC/DC                         | Thunderstruck                         |
| 7       | Metallica                     | Nothing Else Matters                  |
| 8       | Blur                          | Song 2                                |
| 9       | Red Hot Chili Peppers         | Under the Bridge                      |
| 10      | Anouk                         | Nobody's Wife                         |
| 11      | Pearl Jam                     | Alive                                 |
| 12      | Guns N' Roses                 | November Rain                         |
| 13      | Underworld                    | Born Slippy                           |
| 14      | Oasis                         | Wonderwall                            |
| 15      | Radiohead                     | Creep                                 |
| 16      | The Verve                     | Bittersweet Symphony                  |
| 17      | 2 Unlimited                   | No Limit                              |
| 18      | Live                          | Lightning Crashes                     |
| 19      | Alanis Morissette             | Ironic                                |
| 20      | K's Choice                    | Not An Addict                         |
| 21      | Faithless                     | Insomnia                              |
| 22      | Beastie Boys                  | Sabotage                              |
| 23      | Radiohead                     | Street Spirit                         |
| 24      | Acda en De Munnik             | Het regent zonnestralen               |
| 25      | Air                           | All I Need                            |
| 26      | Metallica                     | One                                   |
| 27      | DJ Paul Elstak                | Rainbow In The Sky                    |
| 28      | Nirvana                       | Lithium                               |
| 29      | Green Day                     | Basket Case                           |
| 30      | The Cranberries               | Zombie                                |
| 31      | Foo Fighters                  | Learn To Fly                          |
| 32      | Dune                          | Hardcore Vibes                        |
| 33      | Pearl Jam                     | Jeremy                                |
| 34      | Depeche Mode                  | Enjoy the Silence                     |
| 35      | Bush                          | Glycerine                             |
| 36      | Van Dik Hout                  | Stil in mij                           |
| 37      | No Doubt                      | Don't Speak                           |
| 38      | Nirvana                       | Come as You Are                       |
| 39      | Party Animals                 | Have You Ever Been Mellow             |
| 40      | Queen                         | Innuendo                              |
| 41      | R.E.M.                        | Losing My Religion                    |
| 42      | The Prodigy                   | Smack My Bitch Up                     |
| 43      | Counting Crows                | Mr. Jones                             |
| 44      | Radiohead                     | Karma Police                          |
| 45      | Red Hot Chili Peppers         | Scar Tissue                           |
| 46      | Beck                          | Loser                                 |
| 47      | The Offspring                 | Self Esteem                           |
| 48      | Live                          | I Alone                               |
| 49      | DJ Paul Elstak                | Luv U More                            |
| 50      | Coolio                        | Gangsta's Paradise                    |
| 51      | Goo Goo Dolls                 | Iris                                  |
| 52      | Faithless                     | God Is a DJ                           |
| 53      | Soundgarden                   | Black Hole Sun                        |
| 54      | Spice Girls                   | Wannabe                               |
| 55      | Korn                          | Freak on a leash                      |
| 56      | Robbie Williams               | Angels                                |
| 57      | The Chemical Brothers         | Hey Boy Hey Girl                      |
| 58      | Bruce Springsteen             | Streets of Philadelphia               |
| 59      | Bryan Adams                   | Summer of '69                         |
| 60      | Massive Attack                | Teardrop                              |
| 61      | Guus Meeuwis                  | Het is een nacht (Levensecht)         |
| 62      | Daft Punk                     | Around the world                      |
| 63      | BLØF                          | Liefs uit Londen                      |
| 64      | Backstreet Boys               | Everybody (Backstreet's Back)         |
| 65      | Oasis                         | Don't look back in anger              |
| 66      | Rammstein                     | Engel                                 |
| 67      | 2 Pac                         | Changes                               |
| 68      | Weezer                        | Buddy Holly                           |
| 69      | Acda en De Munnik             | Niet of nooit geweest                 |
| 70      | Manic Street Preachers        | Motorcycle Emptiness                  |
| 71      | 4 Non Blondes                 | What's Up?                            |
| 72      | The Black Crowes              | Remedy                                |
| 73      | Massive Attack                | Unfinished Sympathy                   |
| 74      | Aerosmith                     | I Don't Want To Miss A Thing          |
| 75      | The Prodigy                   | No Good (Start the Dance)             |
| 76      | Anouk                         | Are You Kidding Me                    |
| 77      | Ace of Base                   | All That She Wants                    |
| 78      | Liquido                       | Narcotic                              |
| 79      | Snap!                         | Rhythm of a Dancer                    |
| 80      | Alice in Chains               | Would?                                |
| 81      | Alanis Morissette             | You oughta know                       |
| 82      | Therapy?                      | Diane                                 |
| 83      | Babylon Zoo                   | Spaceman                              |
| 84      | Guano Apes                    | Open Your Eyes                        |
| 85      | Guns N' Roses                 | Knocking On Heavens Door              |
| 86      | Smashing Pumpkins             | Disarm                                |
| 87      | Beastie Boys                  | Intergalactic                         |
| 88      | Bon Jovi                      | Bed of Roses                          |
| 89      | The Bloodhound Gang           | Fire Water Burn                       |
| 90      | BLØF                          | Aan de kust                           |
| 91      | Red Hot Chili Peppers         | Give It Away                          |
| 92      | Moby                          | Go                                    |
| 93      | Skik                          | Op fietse                             |
| 94      | Stone Temple Pilots           | Plush                                 |
| 95      | Natalie Imbruglia             | Torn                                  |
| 96      | House Of Pain                 | Jump around                           |
| 97      | Blind Melon                   | No Rain                               |
| 98      | Skunk Anansie                 | Hedonism (Just Because You Feel Good) |
| 99      | 2 Pac/Dr. Dre                 | California love                       |
| 100     | Lenny Kravitz                 | Are You Gonna Go My Way               |

2004 · 2005 · 2006 · 2007 · 2008 · 2009 · 2010 · 2011 · 2012 · 2013 · 2014